# Investigații (Star Trek: Voyager)
„Investigații” (titlu original: „Investigations”) este al 20-lea episod din al doilea sezon al serialului TV american SF Star Trek: Voyager, al 36-lea în total. A avut premiera la 13 martie 1996 pe canalul UPN.

## Prezentare
Membrii echipajului încearcă să descopere trădătorul de la bordul navei care trimite informații către secta Kazon Nistrim.

## Actori ocazionali
- Raphael Sbarge - Michael Jonas
- Martha Hackett - Seska
- Jerry Sroka - Laxeth
- Simon Billig - Hogan
- Abdullah al II-lea al Iordaniei[5]